# Andris Misters
Andris Misters (Dobele , Letonia, 8 de abril de 1992) es un jugador de baloncesto con nacionalidad letona . Con 1,96 metros de altura juega en la posición de escolta. Actualmente forma parte de la plantilla del Club Melilla Baloncesto de la Liga LEB Oro. Es internacional con la Selección de baloncesto de Letonia

## Trayectoria
Comenzó a destacar muy joven, lo que le llevó a ser un fijo en las categorías inferiores de la selección nacional de su país, llegando incluso a ganar la medalla de bronce en el Europeo U18 de 2010 celebrado en Lituania. 
Misters decidió realizar la mayor parte de su formación en Estados Unidos, así que con apenas dieciséis años inició su carrera norteamericana en St. Benedict’s HS con quienes llegó a la final nacional en 2009 y 2010. Al concluir su periplo en el instituto sufrió una lesión de rodilla que le mantuvo la temporada lejos de las pistas, aun así fue reclutado por la universidad Southeastern Oklahoma State donde promedió 10 puntos y 4 rebotes en su año rookie. 
De allí fue transferido la temporada siguiente al Western Texas College de la NJCAA, en la que promedió casi 12 puntos y 5 rebotes por encuentro y fue incluido en el equipo ideal de la competición. En 2014 vuelve a la NCAA de la mano de los Dolphins Jacksonville. En la Universidad Estatal de Florida promedió 12 puntos en su año júnior y, tras perderse el siguiente de nuevo por una lesión de rodilla, en su último terminó como titular. 
En agosto de 2017 regresa a su país para jugar con el VEF Riga por dos temporadas.
En julio de 2019, se convierte en jugador del Club Melilla Baloncesto de la Liga LEB Oro.